# جنی ژانگ
جنی ژانگ (انگلیسی: Jenny Zhang; ۲۲ ژوئن ۱۹۸۷) بازیگر، خواننده اهل چین است.